# Andrew Grainger
Andrew „Andy“ Grainger (* 8. Mai 1965 in Birmingham, West Midlands, England) ist ein britischer Theater- und Filmschauspieler sowie Synchronsprecher.

## Leben
Grainger wurde am 8. Mai 1965 in Birmingham geboren. Er war ab Mai 1998 mit der Schauspielerin Ruby Snape verheiratet. Um 2001 lebte das Paar im Norden von London. 2006 zog er nach Neuseeland, um dort in zweiter Eher mit Sacha Grainger zu leben. Die beiden leben am Waiake Beach in Torbay und haben zwei Kinder.
Grainger erläuterte einst, dass er durch seine Liebe zum Musical den Weg zur Schauspielerei fand. Er begann eine Schauspiel-, Tanz- und Gesangskarriere im West End Theatre im Jahr 1987. Im Alter von 22 Jahren wirkte er an Produktionen des Prince of Wales Theatre mit. 1994 spielte er im Oldham Coliseum Theatre. Seitdem trat er regelmäßig in solchen Veranstaltungsorten wie dem Hull Truck Theatre, dem London Palladium, dem King’s Head Theatre, dem Silo Theatre und der Auckland Theatre Company auf.
Seit 1990 ist er als Darsteller in Fernseh- und Filmproduktionen zu sehen. Er debütierte 1990 im Fernsehfilm Moi, général de Gaulle als Filmschauspieler. 2001 übernahm er in Spy Game – Der finale Countdown die Rolle des Andrew Unger. 2015 war er in zwei Episoden der Fernsehserie Ash vs Evil Dead in der Rolle des Lieutenant Boyle zu sehen. 2017 mimte er in sechs Episoden der Fernsehserie The Shannara Chronicles die Rolle des Cogline. 2018 folgte eine Nebenrolle in dem Tierhorrorfilm Meg.

## Filmografie

### Schauspieler
- 1990: Moi, général de Gaulle (Fernsehfilm)
- 1991: Surgical Spirit (Fernsehserie, Episode 3x06)
- 1991: The Russ Abbot Show (Fernsehserie, 4 Episoden)
- 1994: Common As Muck (Fernsehserie, 2 Episoden)
- 1994: Undercover! – Ermittler zwischen den Fronten (Fernsehserie, Episode 3x02)
- 1994: Casualty (Fernsehserie, Episode 9x12)
- 1994: Heartbeat (Fernsehserie, Episode 4x11)
- 1995: Stolz und Vorurteil (Pride and Prejudice) (Mini-Serie, Episode 1x01)
- 1995: The Bill (Fernsehserie, Episode 11x126)
- 1996: Our Friends in the North (Mini-Serie, 2 Episoden)
- 1996: The Governor (Fernsehserie, Episode 2x02)
- 1997: The Mill on the Floss (Fernsehfilm)
- 1997: Polizeiarzt Dangerfield (Dangerfield) (Fernsehserie, Episode 4x06)
- 1998: Parting Shots
- 1999: Grange Hill (Fernsehserie, Episode 22x19)
- 1999: Der Preis des Verbrechens (Trial & Retribution) (Fernsehserie, Episode 3x02)
- 1999: Maria – Die heilige Mutter Gottes (Mary, Mother of Jesus)
- 1999: Pig Heart Boy (Fernsehserie, Episode 1x05)
- 2000: Anna
- 2000: Am Anfang (In the Beginning) (Fernsehfilm)
- 2000: David Copperfield (Fernsehfilm)
- 2000: Command Approved
- 2001: Bad Girls (Fernsehserie, Episode 3x07)
- 2001: Large
- 2001: Spy Game – Der finale Countdown (Spy Game)
- 2001: Jagd auf den Schatz der Riesen (Jack and the Beanstalk: The Real Story) (Fernsehfilm)
- 2001: Mean Machine – Die Kampfmaschine (Mean Machine)
- 2002: Merseybeat (Fernsehserie, Episode 2x04)
- 2002: Celeb (Fernsehserie, Episode 1x03)
- 2002: Doctors (Fernsehserie, Episode 4x46)
- 2003: The Bill (Fernsehserie, Episode 19x100)
- 2004: Julius Caesar (Fernsehfilm)
- 2004: Noah & Saskia (Fernsehserie, 8 Episoden)
- 2004: Heartbeat (Fernsehserie, Episode 14x12)
- 2004: Holby City (Fernsehserie, Episode 7x09)
- 2004: Rosemary & Thyme (Fernsehserie, Episode 2x08)
- 2005: Diamond Geezer (Mini-Serie, Pilotfolge)
- 2006: EastEnders (Fernsehserie, 2 Episoden)
- 2007: Outrageous Fortune (Fernsehserie, Episode 3x14)
- 2007: Shortland Street (Fernsehserie, 2 Episoden)
- 2008: Kiss me Deadly – Codename: Delphi (Kiss me Daedly) (Fernsehfilm)
- 2009: Life's a Riot (Fernsehfilm)
- 2009: Skyrunners (Fernsehfilm)
- 2009: The Cult (Fernsehserie, 11 Episoden)
- 2010: Die Tochter von Avalon (Avalon High) (Fernsehfilm)
- 2013: Top of the Lake (Fernsehserie, Episode 1x02)
- 2013: Spartacus (Fernsehserie, Episode 3x02)
- 2014: Das Talent des Genesis Potini (The Dark Horse)
- 2015: The Lovely Bones (Kurzfilm)
- 2015: When We Go to War (Mini-Serie, 6 Episoden)
- 2015: Ash vs Evil Dead (Fernsehserie, 2 Episoden)
- 2016: The Making of the Mob (Doku-Dramareihe, 8 Episoden)
- 2017: 6 Days
- 2017: The Shannara Chronicles (Fernsehserie, 6 Episoden)
- 2018: Trennung auf Bestellung (The Breaker Upperers)
- 2018: Meg (The Meg)
- 2018–2020: Westside (Fernsehserie, 3 Episoden)
- 2019: The Bad Seed (Fernsehserie, Episode 1x01)
- 2019: Straight Forward (Fernsehserie, 2 Episoden)
- 2019: Brokenwood – Mord in Neuseeland (Fernsehserie, Episode 6x01)
- 2020: Der Brief für den König (The Letter for the King) (Fernsehserie, 6 Episoden)
- seit 2021: Shortland Street (Fernsehserie)

### Synchronsprecher
- 2016: Power Rangers Dino Charge (Fernsehserie, 5 Episoden)